# Harding's Gallery
 (septembre 2022).
La mise en forme du texte ne suit pas les recommandations de Wikipédia : il faut le « wikifier ».
Les points d'amélioration suivants sont les cas les plus fréquents :
- Les titres sont pré-formatés par le logiciel. Ils ne sont ni en capitales, ni en gras.
- Le texte ne doit pas être écrit en capitales (les noms de famille non plus), ni en gras, ni en italique, ni en « petit »…
- Le gras n'est utilisé que pour surligner le titre de l'article dans l'introduction, une seule fois.
- L'italique est rarement utilisé : mots en langue étrangère, titres d'œuvres, noms de bateaux, etc.
- Les citations ne sont pas en italique mais en corps de texte normal. Elles sont entourées par des guillemets français : « et ».
- Les listes à puces sont à éviter, des paragraphes rédigés étant largement préférés. Les tableaux sont à réserver à la présentation de données structurées (résultats, etc.).
- Les appels de note de bas de page (petits chiffres en exposant, introduits par l'outil «  Source ») sont à placer entre la fin de phrase et le point final[comme ça].
- Les liens internes (vers d'autres articles de Wikipédia) sont à choisir avec parcimonie. Créez des liens vers des articles approfondissant le sujet. Les termes génériques sans rapport avec le sujet sont à éviter, ainsi que les répétitions de liens vers un même terme.
- Les liens externes sont à placer uniquement dans une section « Liens externes », à la fin de l'article. Ces liens sont à choisir avec parcimonie suivant les règles définies. Si un lien sert de source à l'article, son insertion dans le texte est à faire par les notes de bas de page.
- La présentation des références doit suivre les conventions bibliographiques. Il est recommandé d'utiliser les modèles {{Ouvrage}}, {{Chapitre}}, {{Article}}, {{Lien web}} et/ou {{Bibliographie}}. Le mode d'édition visuel peut mettre en forme automatiquement les références.
- Insérer une infobox (cadre d'informations à droite) n'est pas obligatoire pour parachever la mise en page.

Pour une aide détaillée, merci de consulter Aide:Wikification.
Si vous pensez que ces points ont été résolus, vous pouvez retirer ce bandeau et améliorer la mise en forme d'un autre article.

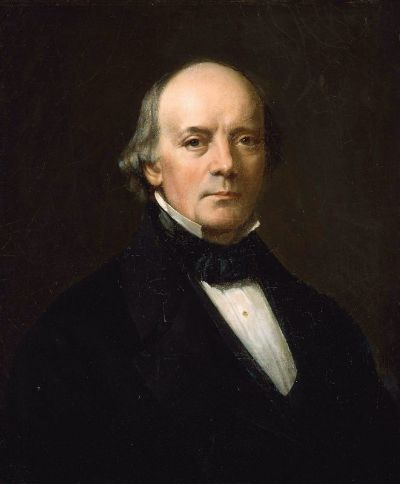
Autoportrait de Chester Harding, v. 1843 (avec la permission du Museum of Fine Arts, Boston)

La Harding's Gallery est une galerie d'art située à Boston, Massachusetts, expose des œuvres d'artistes européens et américains dans les années 1830-1840. Le bâtiment situé sur School Street abritait également une presse à journaux ; la Mercantile Library Association, ; l'Association des artistes de Boston et des ateliers d'artistes. Le nom du bâtiment vient du peintre Chester Harding, qui y a gardé son atelier.

## Histoire

### Ventes aux enchères de la collection Jefferson
En juillet 1833, à la Harding's Gallery, certaines des toiles achetées par Thomas Jefferson à Paris, puis accrochées dans sa maison de Monticello ont été en vente aux enchères. Les œuvres originales de cette vente comprenaient  un portrait de George Washington par Joseph Wright / John Trumbull (1784); un portrait de John Adams par Mather Brown (1788); et un portrait de Lafayette par Joseph Boze (1790). La vente aux enchères offrait également des copies d'œuvres de Domenichino ; Holbein ; Godfrey Kneller (portrait de John Locke); Leonardo; Le Sueur ; Raphael ; Ribera ; Rubens ; Van Dyck ; et d'autres. Certaines des copies représentaient des originaux au Palazzo Pitti et ailleurs.
Les peintures "Natural Bridge" et "The Potomac Coming Through the Blue Ridge" de William Roberts ont été vendues lors de cette vente aux enchères à la Harding's Gallery. L'achat original de ces deux tableaux est enregistré dans le registre de Jefferson. Les acheteurs de cette vente aux enchères comprenaient James W. Sever; Israel Thorndike, Jr. ; et Mme John W. Davis. Une copie du catalogue de vente aux enchères de la première vente aux enchères de Jefferson en 1828 est conservée à la Bibliothèque publique de New York. Un exemplaire du catalogue de la vente aux enchères Harding en 1833 est conservé à la bibliothèque Alderman de l'Université de Virginie.

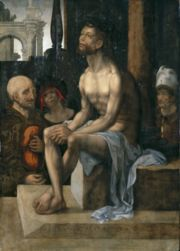
Jésus au prétoire. Copie de 1527d'après l'original par Jan Gossaert.
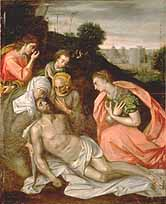
Descente de croix, XVIe siècle, par Frans Floris.
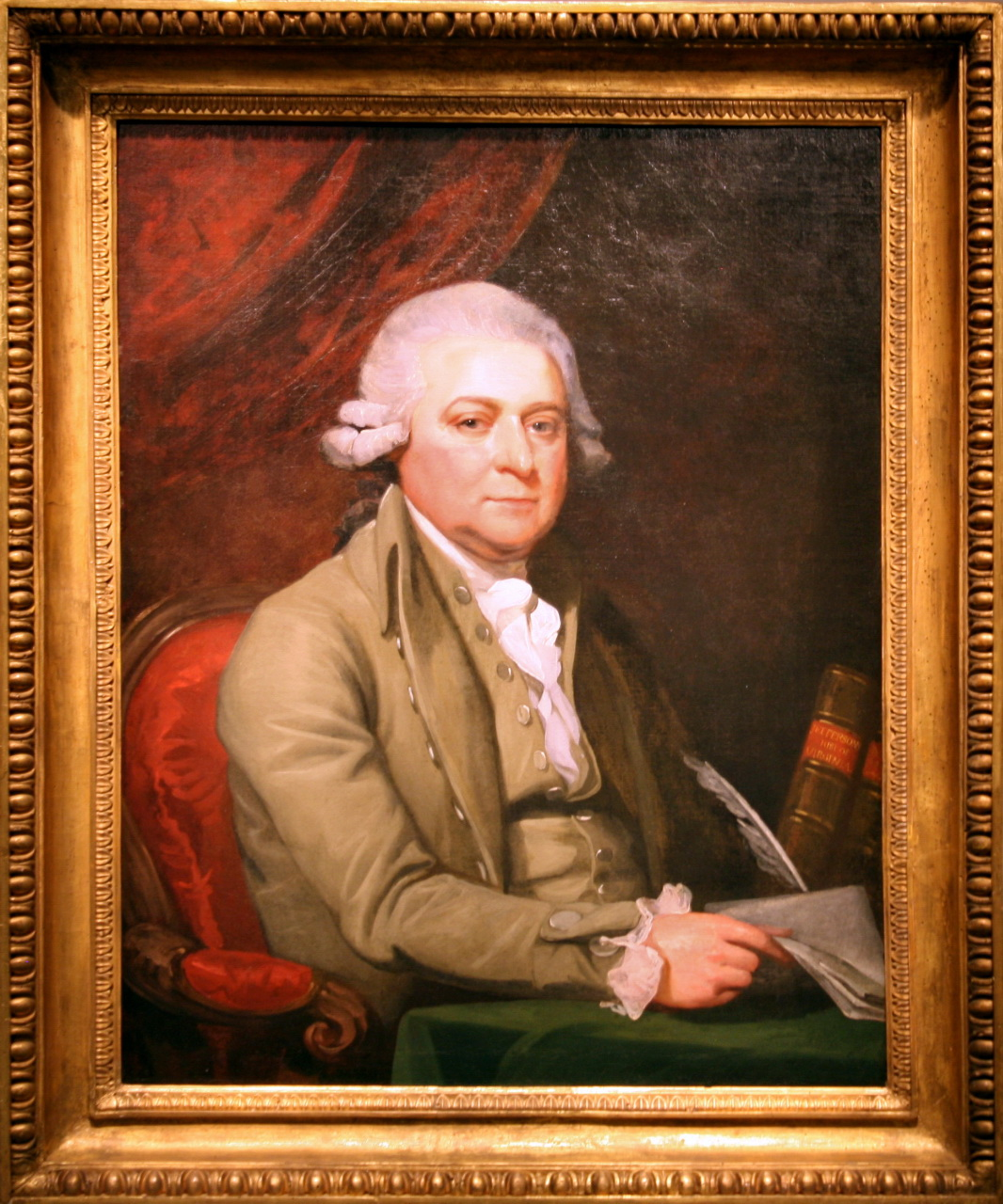
John Adams, v.1788, par Mather Brown.
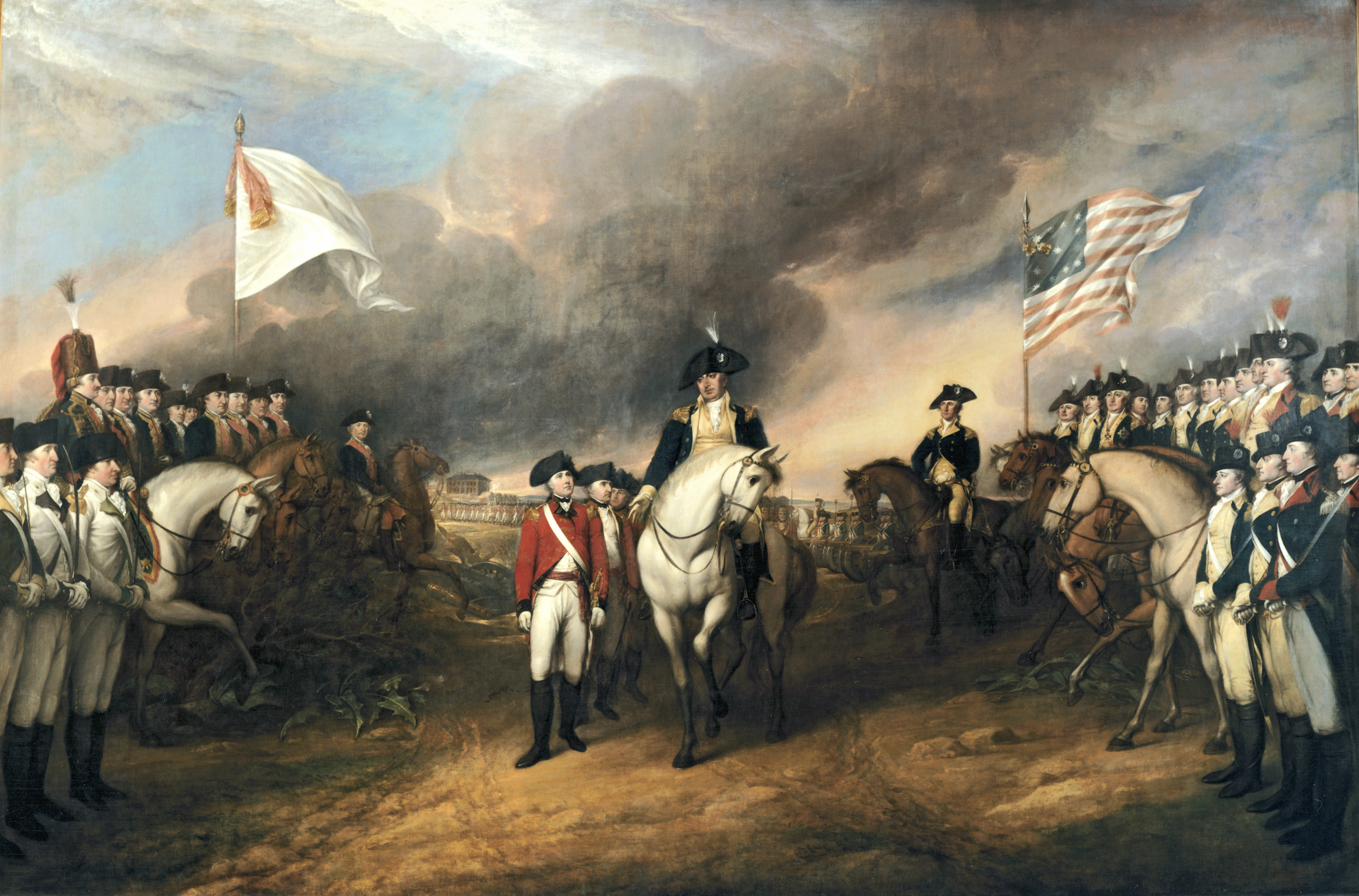
Reddition de Cornwallis à Yorktown, 1817, par John Trumbull.

### Expositions

#### Washington Allston
"En 1839, il y avait une exposition des œuvres de Washington Allston qui pouvaient être empruntées pour l'occasion. Cela a été géré par les amis de l'artiste à son profit. L'exposition a eu lieu dans la Harding's Gallery, dans une pièce carrée et bien éclairée, mais trop petite pour les grandes images. C'était cependant la meilleure salle qui pouvait être achetée à cet effet. Ici a été montré quarante-cinq images, dont un ou deux dessins. En entrant, la présence de l'artiste semblait envahir la pièce. Le portier tenait la porte, mais Allston tenait la pièce." 
Parmi les œuvres figuraient: « L'homme mort a été restauré »; « Le Valentin »; « Isaac d'York »; « Portrait de Benjamin West, défunt président de la Royal Academy de Londres »; « Portrait de Samuel Williams »; « Rosalie »; « Jessica et Lorenzo »; « Portrait de feu Mme. Wm. Channing » et autres. Les prêteurs de l'exposition comprenaient David Sears, James F. Baldwin, George Ticknor, Warren Dutton, Nathan Appleton, Thomas Handasyd Perkins, Thomas H. Perkins Jr ., William H. Sumner, et d'autres.

#### Association des artistes de Boston
La première exposition publique de la nouvelle Boston Artists 'Association en 1842 à la Harding's Gallery présentait des œuvres d'artistes principalement locaux, ainsi que quelques-unes par (ou d'après) des maîtres européens (par exemple Tintoret, Rembrandt). Les visiteurs de la galerie ont pu voir des pièces récentes de Fitz Henry Lane et Gilbert Stuart. TH Perkins et d'autres ont prêté des œuvres à l'exposition. Les deuxième et troisième expositions de l'association ont eu lieu de 1843 à 1844. Margaret Fuller, visitant Harding's le 6 juillet 1844, écrivit dans son journal: «Je suis allée en ville. Galerie des artistes, triste triste spectacle." ,

## Événements
- 1833, 19 juillet - Vente aux enchères de peintures de la collection de Thomas Jefferson.
- 1834, mai - Exposition d'artiste. Œuvres incluses de Francis Alexander ; Thomas Doughty ; Alvan Fisher ; Chester Harding, Charles Hubbard[9] .
- 1834 - Exposition statuaire en marbre. Œuvres incluses par (ou d'après) Baelandi; Barratta; Bartolini; Bellucci; Benassae; Bombardi; Canova; Cardelli; Fidia; Orzalezi; Pampaloni; Tenerani; Thorwaldsen; Vanelli.
- 1839 - Exposition de Washington Allston.
- 1841 - Exposition d'armures et d'armes, de l'armurerie royale de Ségovie; avec des peintures. Œuvres incluses de (ou d'après) Francisco Zurbarán ; Clarkson Frederick Stanfield ; Edwin Henry Landseer ; Henritz Koekoeck; Robert Bridgehouse; Luca Giordano ; Cornelis de Heem ; JC Clayton; Caspar Netscher .
- 1841 - Exposition de peinture européenne moderne.
- 1842 - 1ère exposition de la Boston Artists 'Association. Inclus: Henry Sargent ; Fitz Henry Lane ; Tintoret ; Anthony van Dyck ; et d'autres.
- 1843 - 2e exposition de la Boston Artists 'Association. Inclus: Thomas Cole ; Philip Harry; Asher Brown Durand ; Thomas Sully ; et d'autres.
- 1844 - 3e exposition de la Boston Artists 'Association
- 1846 - Exposition de peintures de maîtres, d'Italie; bénéfice de charité. Œuvres incluses en vente par (ou copies après): Paul Bril ; Giuseppe Cesari ; Domenico Fiasella ; Abraham Janssens ; Salvator Rosa ; Carlo Antonio Tavella ; Paolo Veronese ; Giovanni Battista Zelotti.

### Publications de la galerie
- Catalogue de peintures à l'huile précieuses, dont beaucoup d'anciens maîtres, et toutes les images de choix: étant la collection du défunt président Jefferson : à vendre aux enchères, le vendredi 19 juillet, à la galerie Mr. Harding, School St. La vente débutera à 10 heures. JL Cunningham, commissaire-priseur. Boston: JE Hinckley, 1833.
- Catalogue de peintures de l'exposition de l'artiste, à la Harding's Gallery, Boston, mai 1834. Boston: JH Eastburn, 1834.
- Catalogue de statues en marbre aujourd'hui exposé aux Harding's Rooms. Boston: WW Clapp, 1834.
- Exposition de tableaux peints par Washington Allston . Boston: John H.Eastburn, imprimeur, 1839.
- Catalogue d'une collection d'armures et d'armes anciennes, principalement de la période de Charles Quint, de l'Armurerie royale de Ségovie: aussi, d'une collection de choix de tableaux maintenant exposée à la Harding's Gallery, School Street. Boston: John H.Eastburn, imprimeur, 1841.
- Un catalogue de près de 200 splendides peintures européennes modernes: par les artistes vivants européens les plus distingués, maintenant exposée à la Harding's Gallery. . . Sera vendu ... aux enchères publiques, le. . . 25 mai. JL Cunningham, commissaire-priseur. Boston: Marden, 1841.
- La constitution de la Boston Artists 'Association, avec un catalogue de la première exposition publique de peintures à la Harding's Gallery, no. 22, School Street. Boston: John H.Eastburn, imprimeur, 1842.
- Catalogue de peintures de la deuxième exposition de la Boston Artists 'Association, 1843. Boston: Wm. White et HP Lewis, 1843.
- Catalogue de peintures, de la troisième exposition de la Boston Artists 'Association, 1844. Boston: Clapp and Son's Press, 1844.
- Catalogue de tableaux de quelques-uns des premiers maîtres: récemment reçus d'Italie, et maintenant exposés au profit des pauvres de cette ville, à la Harding's Gallery. 1846.

### Publications sur la galerie
- Margaret Fuller. «Record of Impressions». The Dial, v.1, n ° 1, juillet 1840; p.73 + Revue de l'exposition Allston de 1839.
- Critique: Exposition de tableaux peints par Washington Allston à la Harding's Gallery, School Street. Revue nord-américaine, vol. 50, n ° 107 (avril 1840), pp. 358-381.
- Boston Evening Transcript, 1er juin 1842.
- Daily National Intelligencer, 22 novembre 1842.
- Les Beaux-Arts. Exposition de la galerie Harding. Boston Daily Courier, 18 septembre 1843.
- Les photos à la galerie Harding. Transcription du soir de Boston. 22 novembre 1845.
- L'exposition à la galerie Harding. Boston Evening Transcript, 24 novembre 1845.
- Les peintures de la galerie Harding. Boston Evening Transcript, 6 décembre 1845.
- Transcription du soir de Boston. 20 juillet 1846.